# Eat That Question: Frank Zappa in His Own Words
Pour plus de détails, voir Fiche technique et Distribution.
Eat That Question: Frank Zappa in His Own Words est un  documentaire germano-français réalisé par Thorsten Schütte et dont la sortie est prévue en 2016.
Le film porte un regard en profondeur sur la vie et le travail du musicien d'avant-garde Frank Zappa.

## Fiche technique
- Titre original : Eat That Question: Frank Zappa in His Own Words
- Réalisation : Thorsten Schütte
- Montage : Willibald Wonneberger
- Production : Estelle Fialon
- Producteur délégué : Thorsten Schütte, Ahmet Zappa, Gail Zappa
- Société(s) de production : Les Films du poisson, UFA Fiction,  Arte France, Südwestrundfunk (SWR)
- Pays d’origine :  France,  Allemagne
- Langue originale : anglais
- Format : couleur/noir et blanc — 1,33:1
- Genre : documentaire
- Durée : 88 minutes
- Dates de sortie :
  - États-Unis : janvier 2016 (Sundance Film Festival)
  - France : 15 octobre 2016 (La Roche-sur-Yon International Film Festival)
  - Allemagne : 8 décembre 2016

## Distribution
- Steve Allen
- Angel
- Chuck Ash
- Arthur Barrow
- Adrian Belew
- Theodore Bikel
- Jimmy Carl Black
- Pierre Boulez
- Thomas Braden
- Napoleon Murphy Brock
- Tom Brokaw
- Wally Bruner